# Sân bay quốc tế Goma
Sân bay Gomat là một sân bay ở Goma, Cộng hòa Dân chủ Congo (IATA: GOM, ICAO: FZNA).

## Các chuyến bay theo lịch trình
- Bravo Air Congo (Kisangani, Mbuji-Mayi)
- Compagnie Africaine d'Aviation (Kinshasa, Kisangani)
- Hewa Bora Airways (Butembo, Kisangani)
- Kivu Air
- Lignes Aeriennes Congolaises (Kisangani)
- Wimbi Dira Airways (Kisangani)